# Carlos Estrada (Fußballspieler, 1961)
Carlos Enrique Estrada Mosquera (* 1. November 1961 in Tumaco), bekannt als La Gambeta, ist ein ehemaliger kolumbianischer Fußballspieler und heutiger Trainer. Der Stürmer war bekannt für seine außergewöhnlichen Dribbelkünste, die ihm den Spitznamen La Gambeta einbrachten. Er spielte 12-mal für die Nationalmannschaft und nahm an der Fußball-Weltmeisterschaft 1990 teil.

## Karriere

### Verein
Carlos Estrada begann seine Profikarriere 1982 bei Deportes Tolima. Nach einer Saison wechselte er zu Deportivo Cali, wo er bis 1987 spielte. Anschließend schloss er sich den Millonarios an und gewann mit dem Verein 1987 und 1988 die kolumbianische Meisterschaft. Nach weiteren Stationen bei Deportivo Cali und Independiente Medellín beendete er 1995 seine aktive Spielerkarriere.

### Nationalmannschaft
Zwischen 1989 und 1991 absolvierte Estrada zwölf Länderspiele für die kolumbianische Nationalmannschaft. Er nahm an der Copa América 1991 teil und gehörte zum Kader Kolumbiens bei der Weltmeisterschaft 1990 in Italien. Im Turnierverlauf bestritt er alle vier Spiele für Kolumbien. Die Cafeteros kamen als Gruppendritter ins Achtelfinale, in dem sie gegen die Überraschungsmannschaft aus Kamerun mit 1:2 nach Verlängerung ausschieden.

### Trainer
Nach seinem Rücktritt als Spieler arbeitete Estrada zunächst im Bauwesen in Spanien. Zurück in Kolumbien begann er seine Trainerlaufbahn in der Jugend von América de Cali, wo er zwischen 2000 und 2003 tätig war. 2004 übernahm er das Traineramt bei Real Cartagena, später trainierte er auch Alianza Petrolera und Deportes Palmira. Von 2006 bis 2008 war er in El Salvador bei Municipal Limeño tätig. Ab 2010 war er bei verschiedenen Vereinen im Jugendbereich aktiv.

## Erfolge
Millonarios FC
- Kolumbianischer Meister: 1987, 1988